# Araiguma Rascal
Rascal le raton laveur, ou Araiguma Rascal (あらいぐまラスカル, Araiguma Rasukaru, ou en anglais Rascal the Raccoon) est une série d'animation japonaise de 52 épisodes, d'une durée de 26 minutes chacun. La série est diffusée du 2 janvier au 25 décembre 1977. Elle a été réalisée par Endo Masaharu et Saito Hiroshi (pour les épisodes 1 à 33), puis Koshi Shigeo (des épisodes 34 à 52), écrite par Shogo Ota, Akira Miyasaki et Mei Kato. La musique de la série est composée par Takeo Watanabe et produite par le studio d'animation japonaise Nippon Animation.
Elle fait partie du projet de la World Masterpiece Theater.
La série est une adaptation du roman Rascal, de 1963, par Sterling North.

## Synopsis
Sterling North et son ami Oscar vivent tous deux dans le Wisconsin, aux États-Unis. Les deux amis vont pêcher et rencontrent soudainement un jeune raton laveur dont la mère a été tuée. Ils recueillent alors le jeune animal et Sterling s'en occupera. Dès lors, Sterling décide de l'appeler Rascal. S'ensuit alors une aventure comique et tragique entre les deux protagonistes.

## Fiche technique
- Titre original : Araiguma Rascal / Araiguma Rasukaru (あらいぐまラスカル, littéralement en anglais Raccoon Rascal)
- Titre anglais officiel de la Nippon Animation : Rascal the Raccoon
- Titre français littéral : Rascal, le raton laveur
- Autres titres[1] :
  -  allemand : Rascal der Waschbär
  -  espagnol : Rascal, el mapache
  -  italien : Rascal, il mio amico orsetto
  - arabe : الراكون راسكال
  - mandarin standard ( Taïwan) : 小浣熊
- Réalisateurs : Endō Masaharu et Saitō Hiroshi (pour les épisodes 1 à 33), Koshi Shigeo (pour les épisodes 34 à 52)
- Producteurs : Junzo Nakajima, Yoshio Kato
- Scénaristes : Akira Miyasaki, Kasuke Sato (pour l'épisode 23, puis pour les épisodes 27 à 52), Shogo Ota (pour l'épisode 3, puis pour les épisodes 6 à 13)
- Histoire originale : Sterling North
- Musique : Takeo Watanabe
  - Générique de début : Rock River e... (ロックリバーへ) par Kumiko Osugi et la chorale d'enfants de Saint Mary
  - Générique de fin : Oide Rascal (おいでラスカル) par Kumiko Osugi
- Studio d'animation, production : Nippon Animation
- Pays d'origine : Japon
- Langue originale : japonaise
- Nombre d'épisodes : 52
- Durée des épisodes : 26 minutes
- Date de diffusion : 2 janvier - 25 décembre 1977

## Personnages
- Akiko Tsuboi : narratrice (voix-off)[1]
- Masako Nozawa : Rascal, Greta Sunderland
- Toshihiko Utsumi : Sterling North
- Yuji Shikamata : Oscar Sunderland, Timothé
- Kuniko Kashii : Elisabeth North
- Masato Yamanouchi : Willard North
- Michiru Haga : Jessica North